# 第一码头站
第一码头站位于厦门市思明区厦禾路近鹭江道，为厦门快速公交一，二，三号线的高架侧式起止车站，于2008年9月1日启用。车站以淡蓝色作为布置的主要色彩。车站共有一个出入口，共三层。第一层为售票及进站层，第二层暂时用作停车场，第三层为候车层且有快速公交的停车场。其中第二第三层间有桥梁链接汽车可以通行。

## 车站出口
- 厦禾路东侧

## 连接线
第一码头站的连接线为“L1”，从第一码头站至成功大道站，途径鹭江道站，轮渡站，和平码头站，妇幼保健院站（上行），大生里站（上行），外贸宿舍站（下行），思明区政府站（下行）。
沿途可达中山路步行街，和平码头，思明区政府，厦门市妇幼保健院，厦门千禧海景大酒店，鸿山公园，华严寺，华侨博物馆等，并连接建设中的成功大道线。
票价为单一票价五角，使用厦门易通卡为三角。